# Riegersburg
Riegersburg è un comune austriaco di 4 952 abitanti nel distretto di Südoststeiermark, in Stiria; ha lo status di comune mercato (Marktgemeinde). Il 1º gennaio 2015 ha inglobato i comuni soppressi di Breitenfeld an der Rittschein, Kornberg bei Riegersburg e Lödersdorf.